# 南开大学公共卫生与健康研究院
南开大学公共卫生与健康研究院，位于天津市津南区同砚路38号南开大学津南校区医学院。2020年5月15日，南开大学召开第十九次校党委常委会会议研究决定成立南开大学公共卫生与健康研究院。5月17日，南开大学对外宣布聘中国工程院院士徐建国担任研究院的首任院长。